# Boulange
Boulange là một xã trong vùng Grand Est, thuộc tỉnh Moselle, quận Thionville-Ouest, tổng Fontoy. Tọa độ địa lý của xã là 49° 22' vĩ độ bắc, 05° 57' kinh độ đông. Boulange có điểm thấp nhất là 285 mét và điểm cao nhất là 384 mét. Xã có diện tích 12,78 km², dân số vào thời điểm 1999 là 1776 người; mật độ dân số là 138 người/km². Xã thuộc Pháp từ năm 1678.

## Thông tin nhân khẩu
| 1962  | 1968  | 1975  | 1982  | 1990  | 1999  |
| ----- | ----- | ----- | ----- | ----- | ----- |
| 2 528 | 2 196 | 1 941 | 1 839 | 1 757 | 1 776 |